# Classica
Classica est un magazine français à parution mensuelle et consacré à la musique classique publié de 1995 à 2025.
Outre le traitement de l'actualité et de l'histoire de la musique, une partie du magazine est consacrée à la critique des nouveautés discographiques classiques et jazz et du matériel audio.

## Histoire
En 1998, Stéphane Chabenat fonde le magazine avec Bertrand Dermoncourt et Jérémie Rousseau. En février 2004, Classica fusionne avec Répertoire et se nomme alors Classica-Répertoire. Le magazine fusionne ensuite avec Le Monde de la musique en avril 2009 et reprend son nom original.
Racheté par le groupe L’Express en 2000, Classica a appartenu au Groupe Altice Media entre 2015 et 2017 puis au groupe EMC2 jusqu'en 2019. Il est publié depuis le 1er novembre 2019 par les éditions Premières Loges, filiale du groupe Humensis. Depuis septembre 2022, le rédacteur en chef est Philippe Venturini. En octobre 2022, le magazine change de maquette.
Classica est notamment partenaire de Radio Classique, des Victoires de la Musique, du Grand Prix Lycéen des Compositeurs, de Mezzo, de la Fnac, de France Musique.
En février 2025, il est annoncé que le numéro de mars de Classica sera le dernier,.

## Structure
Chaque mois, le magazine présente trois sections principales, chacune contenant plusieurs sous-sections :

### L'information
- L’éditorial de Philippe Venturini
- Arrêt sur image par Franck Mallet
- La petite musique d'Eric-Emmanuel Schmitt
- Actualités - Planète musique
- L’humeur d’Alain Duault
- À ne pas manquer - Sortir par Franck Mallet
- À voix haute par Benoît Duteurtre
- Un air de famille
- Carnet critique - On a vu
- Les carnets d'Emma par Emmanuelle Giuliani

### Magazine
- En couverture
- Grand entretien
- Compositeur
- Le portrait d’André Tubeuf
- Passion musique par Olivier Bellamy
- L'écoute en aveugle
- L'univers d'un musicien

### Le guide
- Les disques
- Les « Chocs » de Classica
- Les CD de A à Z
- Rééditions et bonnes affaires
- Le discoportrait de Francis Brésel
- Le jazz de Jean-Pierre Jackson
- Les DVD
- La Hi-fi de Philippe Venturini
- Radio-TV

## Caractéristiques

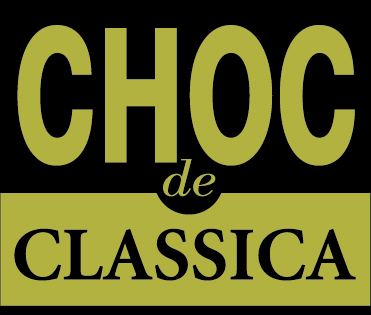
Logo "Choc de Classica"

Chaque mois, le magazine est accompagné de deux disques : le disque des « chocs » et celui de la « Discothèque Idéale ».
Le disque des « chocs » regroupent des extraits des disques du mois qui ont reçu la mention « Choc de Classica » par la rédaction. Chaque fin d’année, le magazine récompense les meilleurs enregistrements classiques (CD et DVD) en leur attribuant des « Chocs de l'année ».
La « Discothèque Idéale » est une série de disques réservés aux abonnés. Ils sont consacrés à des enregistrements essentiels de la musique classique, choisis par la rédaction.
Classica fait aussi paraître annuellement, au mois de juin, le Guide des Festivals, un supplément sélectionnant les festivals organisés en France pendant l’été.

## Présence web
Depuis septembre 2012, Classica est proposé sur tablettes et smartphone.

## Classica et Actes Sud
En 2004 fut lancée la collection « Classica », co-éditée par Actes Sud et le magazine Classica. La collection publie des synthèses sur la vie et l’œuvre de grands compositeurs. Chaque volume est complété par une bibliographie, des repères chronologiques, une discographie et un index.

## Responsables

### Directeur de la publication
- Christian Bonicel (1998)
- Stéphane Chabenat (1998 - 2011)
- Denis Jeambar (2001 - 2006)
- Marc Feuillée (2006 - 2011)
- Christophe Barbier (2011 - 2017)
- Jean-Jacques Augier (2017 - 2019)
- Frédéric Mériot (depuis fin 2019)

### Directeur de la rédaction / Rédacteur en chef
- Bertrand Dermoncourt (1998-2017)
- Jérémie Rousseau (2017-2022)
- Philippe Venturini (depuis 2022)